# Ali Atalan
Ali Atalan (Midyat, 1968. január 5. –) török születésű német politikus.  Jezidita-kurd családban nőtt fel, 1985-ben költözött Németországba. Bochumban tanult politikatudományt és szociológiát, 2004-ben diplomázott. 1990 és 1994 közt a dülmeni városi tanács tagja volt.